# Петренко Михайло Миколайович
Миха́йло Микола́йович Петре́нко (1817, ймовірно у Слов'янську, Ізюмського повіту — 25 грудня 1862, Лебедин) — український поет Харківської школи романтиків, автор віршів «Дивлюсь я на небо, та й думку гадаю…», «Взяв би я бандуру…», «Ходить хвиля по Осколу…», які стали народними піснями.

## Біографія
Ймовірно Михайло Петренко народився 1817 року в місті Слов'янську (нині Донецька область) Слобідсько-Української губернії Російської імперії, проте документально це не підтверджено.
Михайло народився в сім'ї губернського секретаря Миколи Дмитровича Петренка (1792 р. н.), що походив з дворян, хоча в дітей не було права на спадкоємність, проживав у Слов'янську і служив у Слов'янській городовій ратуші. Саме сукупність цих фактів дає підстави вважати, що Михайло народився в Слов'янську.
У Формулярному списку М. Д. Петренка на вересневу третину 1828 згадується, що його дружина мала дерев'яний будинок в Слов'янську.
Послужний список Миколи Петренка:
- у службу вступив у Городову ратушу підканцеляристом — 22 серпня 1806
- канцелярист — з 2 листопада 1807
- губернський реєстратор — з 1 травня 1808
- колезький реєстратор — з 31 грудня 1812
- губернський секретар — з 31 грудня 1816
- колезький секретар — з 31 грудня 1819
- титулярний радник — з 31 грудня 1822
- 22 червня 1822 указом Слобідсько-Українського губернського правління призначений у ратушу секретарем.[3]. Серед чиновників цієї установи служили також родичі Миколи Петренка.

Микола Дмитрович та його дружина Марфа Андріївна мали, принаймні, шестеро дітей: Ксенія — 1816, Михайло — 1817, Олексій — 1819, Настасія — 1821, Євграф — 1822 (Соборна Воскресенська церква м. Слов'янська, народився 9 грудня, охрещений 11 грудня; хрещені: колезький секретар Лаврентій Пилипович Корсунов та генерал-майорша Іуліанія Дмитрівна Тихоновська), Марія — 1827.
Місце й дата смерті батька Михайла Миколайовича, а також місце його поховання невідомі.
Як і де навчався малий Михайло — невідомо. Можливо, він закінчив початкову школу чи училище у Слов'янську. Принаймні з 1833 року, Михайло мешкав і навчався у Харкові.
Після закінчення навчального закладу, у якому Михайло Петренко навчався до університету (це, мабуть, не була Харківська губернська гімназія, тому що його прізвище в списках поки ще не виявлене), у 1837 році Михайло вступив до Харківського університету на юридичний факультет.
У 1841 році Михайло закінчив повний курс наук юридичного факультету Харківського університету зі статусом «действительнаго студента», що свідчило про закінчення закладу без відзнаки.
Невідомо, де проживав і чим займався Михайло після закінчення університету, поки не вступив на службу до Харківської Палати кримінального суду канцелярським чиновником (13 липня 1844). Є підстави припускати, що після закінчення університету Михайло деякий час мешкав у Харкові та Царстві Польському.
Згадки про початок служби зустрічаються у Формулярних списках Михайла Петренка:
- 14 серпня 1844 Урядовим Сенатом затверджений у чині губернського секретаря
- 19 вересня 1844 призначений старшим помічником столоначальника
- 6 червня 1845 призначений до виконання обов'язків столоначальника
- 17 серпня 1846 затверджений столоначальником
- за відмінну старанність до служби «по Высокому манифесту» 26 листопада 1846 Михайло Петренко нагороджений чином колезького секретаря
- 16 серпня 1847 призначений у Вовчанський повітовий суд секретарем
- 6 липня 1849 переведений у місто Лебедин повітовим стряпчим (прокурором)[7], де в Лебединському земському суді служив до кінця 1862. Приїхав у місто із дружиною дворянкою Ганною Миргородовою. Саме тут протягом 1849—1857 років у них народилося п'ятеро дітей — Микола, Марія, Євграф, Людмила, Варвара (але наприкінці 50-х документально зафіксовані лише троє — не зазначено Людмилу і Варвару).
- Високим наказом, відданим по цивільному відомству 22 січня 1853 Михайла Миколайовича за вислугу років нагороджено чином титулярного радника. Про губернського секретаря Михайла Миколайовича Петренка згадано в «Списке личных дворян, проживающих в г. Харькове, служащих в Харьковской палате уголовного суда», який зберігається в «Деле о потомственных и личных дворянах Харьковской губернии за 1845 год». У цій самій справі, в «Списке личных дворян, проживающих в г. Славянске, не служащих» значиться рідний брат Миколи Дмитровича (дядько Михайла Миколайовича) — титулярний радник Григорій Дмитрович Петренко (1799 р. н.). Як і батько Михайла Миколайовича, Григорій служив в Слов'янській городовій ратуші, вступивши до служби в 1814 у п'ятнадцятирічному віці.

По Високому маніфесту, що відбувся 26 серпня 1856, нагороджений пам'ятною медаллю другого ступеня «В память войны 1853—1856 гг.» темної бронзи на Володимирській стрічці, але ж, участі у Кримській війні 1853—1856 не брав. (с.153, 164).
Михайло Миколайович не брав участі в Кримській війні, про що в графі «Был ли в походах против неприятеля и в самих сражениях и когда именно» вказано «не был» (формулярний список 1858 року).
У формулярних списках Михайла Петренка за різні роки, включаючи 1858, згадувалося, що в місті Слов'янську Харківської губернії він серед інших спадкоємців має два будинки і при них чотири душі селян.
У літературі інколи згадується про зустріч Михайла Петренка з Тарасом Шевченком в 1859 році, але ця подія ще документально не доведена[джерело?].
Помер колезький асесор повітовий стряпчий Михайло Миколайович Петренко 25 грудня 1862 у віці 45 років від хвороби, яка перебігала з гарячкою, в місті Лебедині Харківської губернії, про що зроблено відповідний запис у метричній книзі Миколаївської церкви міста за 1862.
Відспівували Михайла Петренка в Миколаївській церкві міста Лебедина, а поховали 27 грудня «на отведенном приходскомъ кладбыще», про що зроблено відповідні записи у метричній книзі цієї церкви.

## Предки
Дідом Михайла Миколайовича був Петренко Дмитро Іванович (1762 р. н.).
Дмитро Петренко одружився 4 лютого 1789 на дочці купця зі Слов'янська — Ксенії Борисівні П'ятирубльовій (1770 р. н.).
Можливо, дворянство роду Петренків, до якого належить і Михайло Миколайович, почалося саме з діда поета, що служив квартальним поручиком (помічник квартального наглядача).
У сім'ї Дмитра Івановича було, принаймні, четверо дітей .
Дмитро Іванович у 1800 році служив реєстратором.
З великою ймовірністю можна вважати, що знайдено записи також про прадіда Михайла Миколайовича Петренка. Ним міг бути військовий обиватель Іван Данилович Петренко (1722 р. н.). Деяка інформація про нього є в сповідних розписах Воскресенської церкви Тору за 1776.
У нього і його дружини Зиновії Тимофіївни (1729 р. н.) було дев'ятеро дітей, серед них — Дмитро Іванович Петренко (вирахувано 1767 р. н.).
З великою ймовірністю можемо розглядати Данилу Петровича Петренка (у 1732 йому було 45, орієнтовно 1687 р. н.), який був козаком Ізюмського слобідського козачого полку в сотні м. Тору (Слов'янська), як прапрадіда Михайла Миколайовича. Таке припущення можемо робити, бо в нього був син Іван Данилович (десь 1720 р. н.). Ця інформація відкривається з документу 1732 року.

## Дослідження біографії
Основу наданої біографії становить «Формулярный списокъ о службѣ Лебединскаго Уѣзднаго Стряпчаго Титулярнаго Совѣтника Михаила Николаевича Петренка. За 1858 годъ». (Сумський обласний архів, ф. 523, оп. 1, спр. 158, арк. 11-14).
Спроби дослідження біографії Михайла Петренка робилися здавна, проте, ця тема вивчена мало. Інколи все зводилося до збирання спогадів та чуток, що закінчувалося написанням розповідей, які мали сумнівне відношення до Михайла Петренка і його батьків (про так званий Слов'янський період життя).
Вперше аналітичний підхід у вивченні біографії Поета прослідковується у Григорія Нудьги в статті «Два поети-романтики», що вийшла в 1960 році. Автор пильно розглядає раніше згадані в літературі біографічні довідки М. Петренка, а також аналізує вірші поета, виявляючи інформацію, пов'язану з його біографією.
У 1984 році в газеті «Комуніст» була опублікована стаття Івана Овчаренка, де розповідалося, як студентський гурток книголюбів під керівництвом Н. М. Корнієнко збирав інформацію про Петренків, що проживали в Слов'янську. Тоді автор був уже знайомий з Наталією Борисівною (правнучка по сину поета Миколи) та Костянтином Михайловичем (її чоловік) Шептіями, які проводили архівні пошуки, і повідомляли І. Овчаренка про знахідки. У статті також згадується й про місцевого археолога-краєзнавця А. Абрамова, який також, начебто, досліджував Петренків, що мешкали в м. Слов'янську в ХІХ та ХХ століттях.
Прізвище Петренко є дуже поширеним в Україні. Деякі сучасні дослідники біографії Михайла Петренка роблять ту саму помилку, що припускалися їхні попередники: у Слов'янську мешкало кілька родів Петренків, але не всі були родичами. Через це з'явилися наповнені суперечливою інформацією й украй сумнівними припущеннями версії біографії Михайла Петренка від сучасних краєзнавців власне зі Слов'янська. Ними на сумнівних спогадах вибудована хибна версія слов'янського періоду життя Михайла Петренка та його батьків.
Була проведена велика дослідницька робота з аналізу літературних та архівних джерел інформації, де наводяться біографічні дані Михайла Петренка. Результатом пошуків є книга «Идентификация Петренко», де поряд з дослідженнями роду Петренків, до якого належав поет, доведена неспроможність біографічної версії М. Петренка, розробленої групою ентузіастів з м. Слов'янська.
У житті Михайла Петренка умовно можна розглядати наступні періоди:
- Слов'янський (дитинство);
- Харківський (юність, студентські роки, перші роки служби);
- перебування за межами України (гіпотеза);
- Харків і Вовчансько-Лебединський (служба).

Слов'янський період життя Михайла Петренка вимагає особливо пильної уваги і вивчення, позаяк упродовж багатьох десятиліть вивченням біографії поета займалися місцеві краєзнавці різні за фахом своєї підготовки, що призвело в публікаціях величезну кількость помилок (на початкових етапах) та фальсифікацій (деякі роботи, що вийшли після 2000 року).
На сьогодні ще залишається багато невивчених сторінок з біографії Михайла Петренка:
- документально не підтверджене місто й місце народження,[8]
- не встановлена точна дата народження,
- не з'ясоване місце проживання його батьків у місті Слов'янську,
- невідомо де перебував і чим займався Михайло Петренко від закінчення університету й до вступу на службу до Харківської Палати кримінального суду (липень 1844),
- невідоме місце поховання в Лебедині,[8]
- не знайдена світлина чи портрет, тому зображення, що інколи публікуються, є результатом художньої уяви авторів.[14]

### Ідентифікація Петренків
Проєкт «Ідентифікація Петренків» — необмежена в часі довгострокова програма документальних генеалогічних досліджень одного з родів Петренків, розпочату представником цього роду Олександром Євграфовичем Петренком в 2012 році. Генеалогія роду вибудовується на основі документів, або інформаційних джерел, що прирівнюються до документів.
У зв'язку з тим, що представником роду, що вивчається, є поет Харківської школи романтиків першої половини ХІХ століття Михайло Миколайович Петренко, значну частину досліджень в рамках проєкту присвячено йому.
Результати досліджень, отриманих у межах проєкту друкуються, наприклад, в газетах: «У пошуках істини», «Нове зі спадщини Михайла Петренка», в журнальних статтях «Михайло Миколайович Петренко. У пошуках біографічної істини», «Слов'янці про слов'янський період життя Михайла Миколайовича Петренка або історія банальної помилки», в таких книгах як «Идентификация Петренко», «Михайло Петренко: Життя і творчість», «Поет-романтик Михайло Миколайович Петренко (1817—1862): Твори. Критичні та історико-літературні матеріали», в альманахах та на сторінках сайту, присвяченого Михайлу Миколайовичу Петренку (1817—1862).

## Родина
Михайло Петренко був одружений із дворянкою Анною Миргородовою (православного віросповідання).
Про дітей подружжя відомо з формулярних списків та церковних метричних книг, які вдалося розшукати в архівах:
Микола народився 16 серпня 1849 року, Людмила — 23 серпня 1851 (померла в дитячому віці), Варвара — 16 січня 1853 (померла в дитячому віці), Марія — 23 січня 1855, Євграф — 20 квітня 1857 (помер 14 січня 1910-го й похований на кладовищі невеликого кримського села Таганаш, Єлисавета — 18 жовтня 1858, Любов — 26 січня 1860, Михайло — 23 серпня 1861.
Дітей Михайла Петренка хрестили в різних церквах міста Лебедин. Це може свідчити про те, що його родина кілька разів змінювала місце проживання.
Поки невідомо, як складалося подальше життя дружини Михайла Миколайовича — Анни Євграфівни та їхньої дочки Марії.

## Галерея портретів
Досі не знайдено портрета чи світлини Михайла Петренка. У галереї наведені реконструкції образу, виконані заслуженим художником України О. М. Чередниченком на основі світлин близьких нащадків поета.

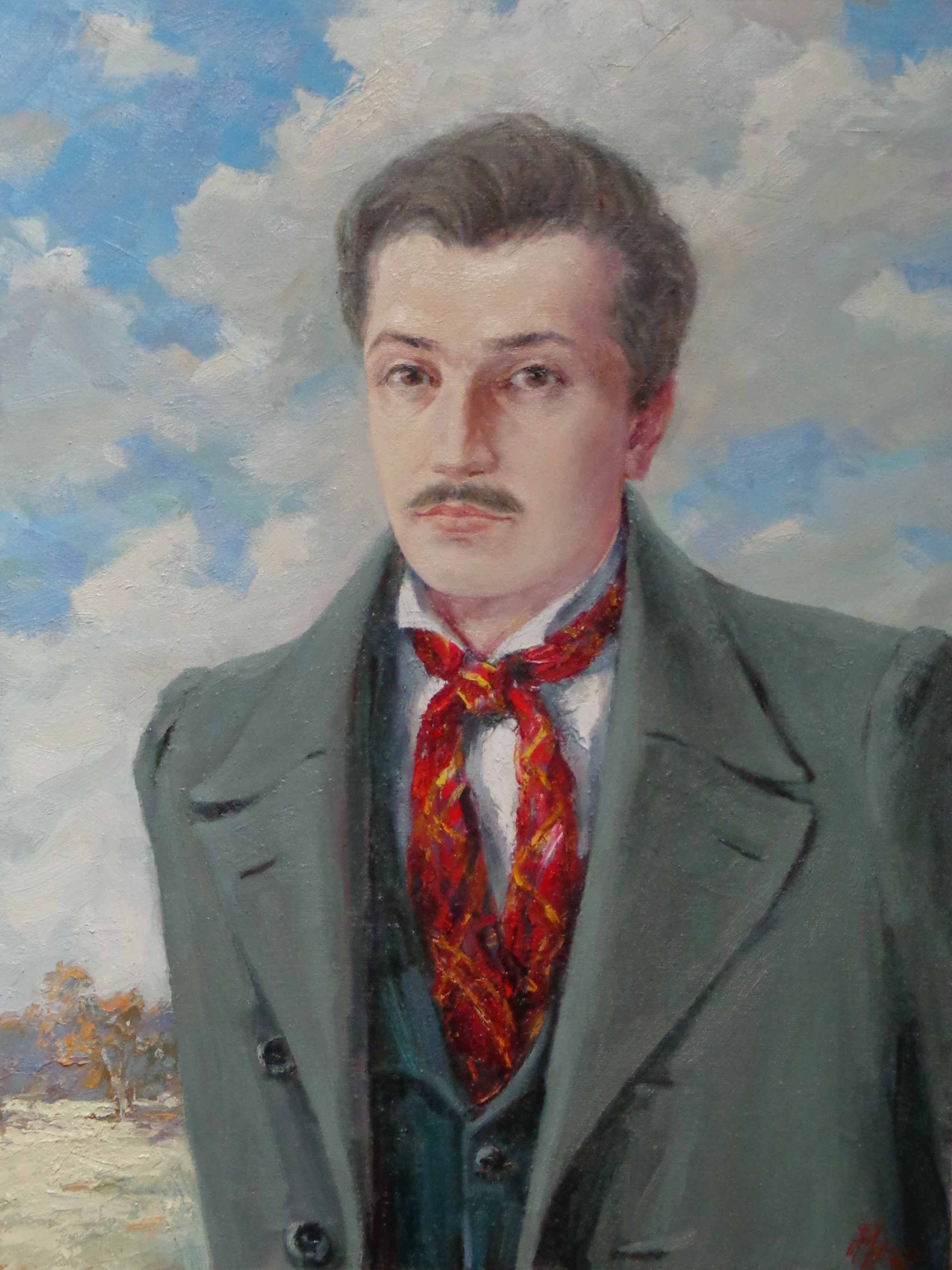
«Студент»
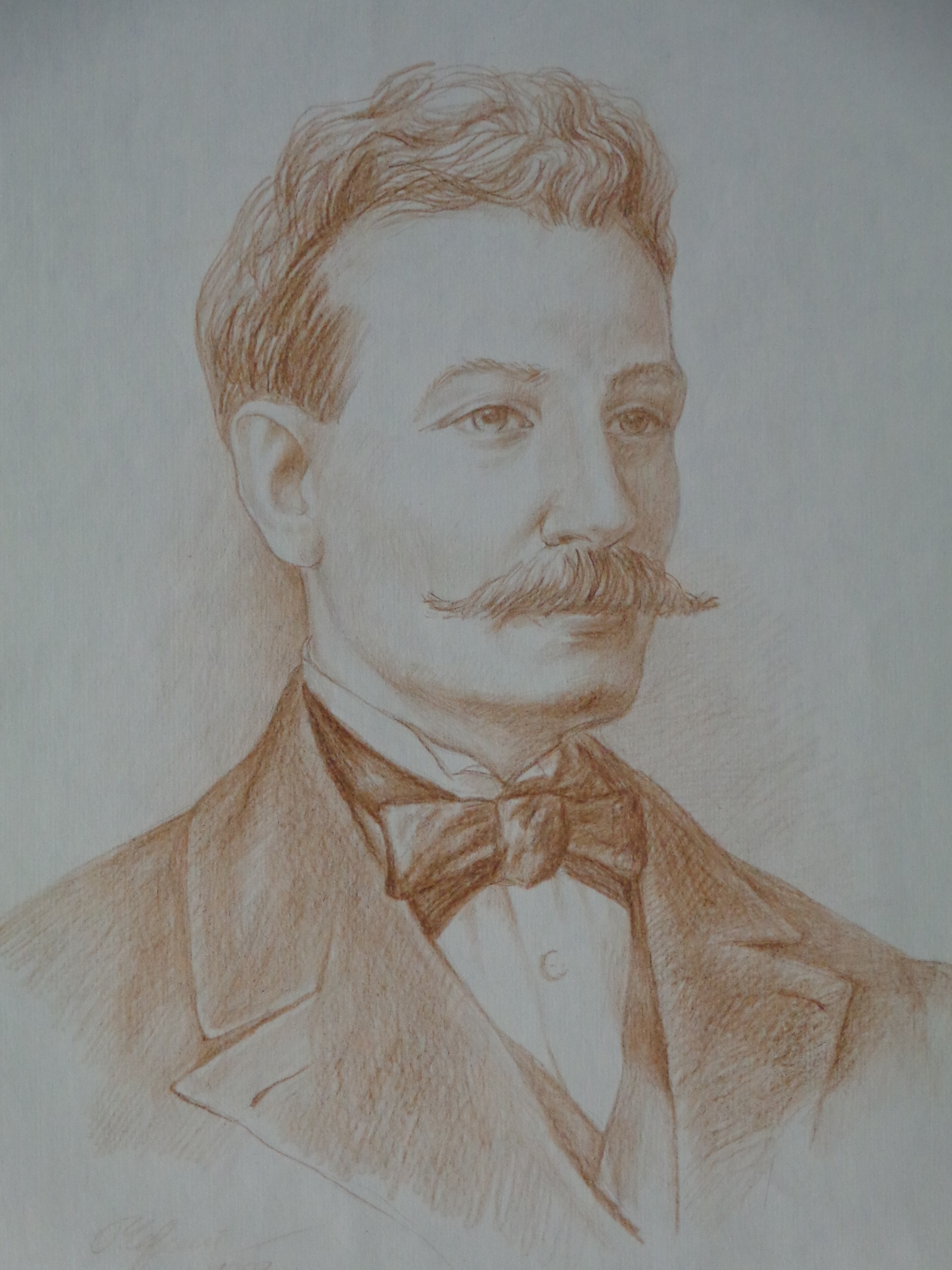
«Чиновник»
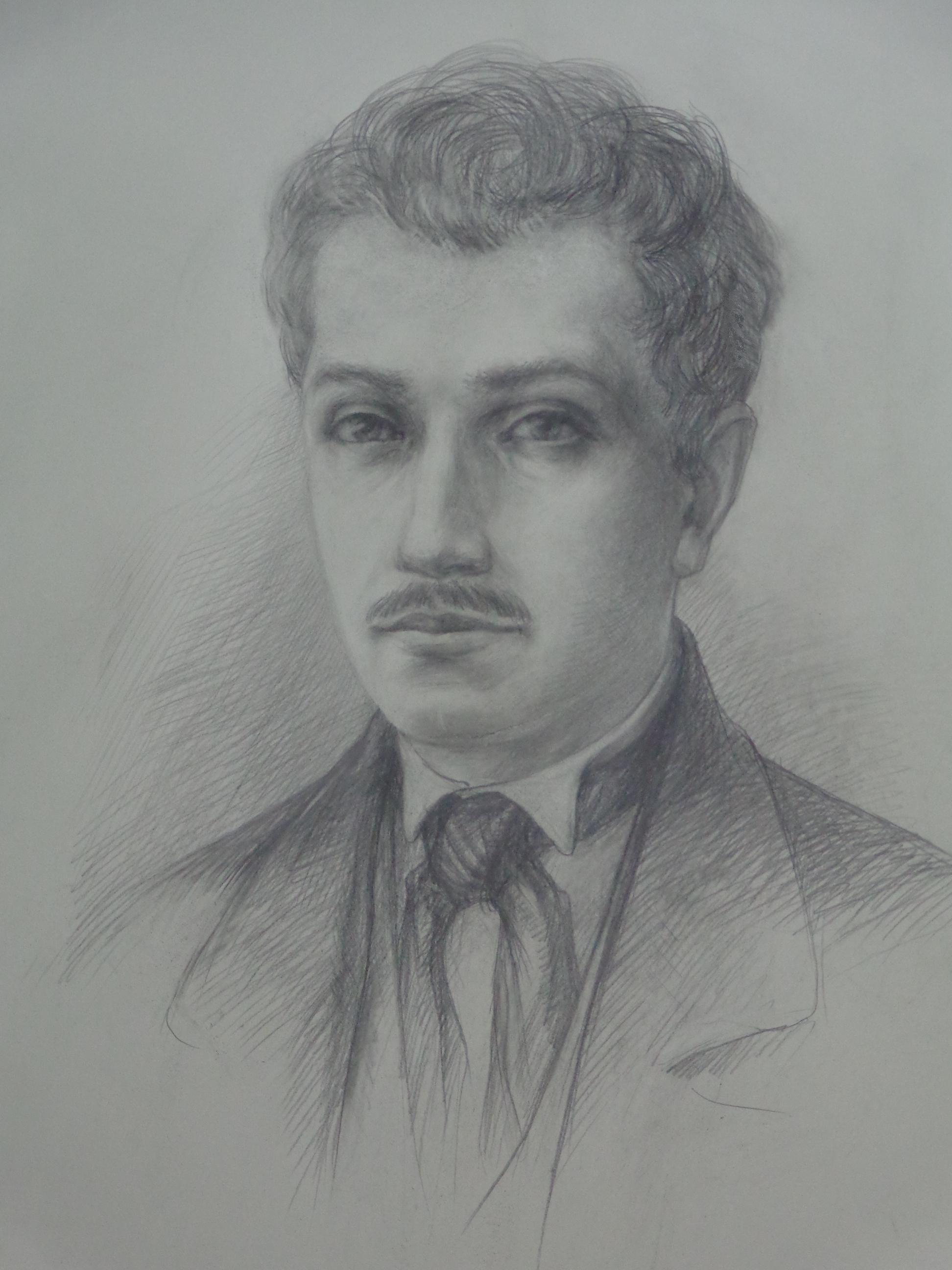

## Творчість
Вперше згадка про поета Михайла Петренка з'явилася в 1841 році в поетичному альманасі «Сніпъ», який видавав Олександр Корсун. В збірці під загальним заголовком «Думки» було надруковано декілька віршів Поета: «Недоля» (Дивлюся на небо та й думку гадаю…), «Вечjрнjй дзвінъ» (Якъ всумерки вечjрнjй дзвjнъ…), «Смута» (Чого ты, козаче, чого ты, бурлаче…), «По небу блакитнjмъ очjма блукаю…», «Гей, Иване! Пора…» (два вірші), «Брови» (Ой, бjда менj, бjда…) та «Туди мои очj, туди моя думка…».
У 1843 році вийшов український літературний збірник «Молодикъ», який видавав Іван Бецький, де були надруковані два вірші М. Петренка: «Вечиръ» (Зхилившись на руку, дивлюся я…) та «Батькивска могила» (Покинувъ насъ и нашу матиръ…).
Останнє відоме прижиттєве видання віршів М. Петренка відбулося в «Южном русском зборнике» (1848 рік), де вони були об'єднані в цикл «Думu та співu»: «Думu мои, думu мои…», «Небо» (Дuвлюся на небо, та й думку гадаю…) (під цією назвою об'єднані три вірші), «Весна» (Весна, весна, годuна мuла…), «Славьянск» (Ось, ось Славьянск! Моя родuна…)(під цією назвою об'єднані чотири вірші), «Тебе не стане в сuх мистах…», «Тудu мои очи, тудu моя думка…», «Як в сумеркu вечирний дзвин…», «Ой бида мени, бида…», «Мuнулuся мои ходu…», «Чого тu, козаче, чого тu, бурлаче…», «Іван кучерявuй» (У недиленьку раненько…) і «Недуг» (Ходе хвuля по Осколу…).
Також перша, і єдина відома, прижиттєва опублікована біографічна довідка про Михайла Петренка вийшла в «Южном русском зборнике» (1848 рік), тому Амвросія Метлинського називають першим біографом поета.
Були й інші твори у Михайла Петренка. В своєму листі до Олександра Корсуна Порфирій Кореницький пише:
| …Петренковъ нашъ кончаетъ уже свою драмму подъ заглавіемъ Паньска любовь, очень хорошую и занимательную піэсу; также написалъ онъ еще Словьянски писни и Сауръ-могилу и самъ отъ себя хочетъ издать…[31] |
«Паньска любовъ» ще не знайдена. У 2013 році була знайдена перша дія (перші дві яви) драматичної думи Михайла Петренка «Найда», раніше не відому дослідникам.
Найпомітнішими виданнями XX століття, де були надруковані вірші М. Петренка:
- Українська Муза. Поетична антологія[32], яка перевидавалася в 1973 та 1993;
- Віктор Забіла, Михайло Петренко. Поезії[33];
- Українські поети-романтики 20—40-х років ХІХ ст.[34];
- Українські поети-романтики. Поетичні твори[35];
- Михайло Петренко: Життя і творчість (Художні тексти, дослідження, документи)[36].

## Критика
До творчості Михайла Петренка критики та літератори ставилися по-різному.
Поет і прозаїк Микола Тихорський написав критичну статтю на поетичний збірник «Снjпъ», де розповів невеличку романтичну історію про поезію: 
| …То-то читаю и журналы и книги – стиховъ много – стиховъ звучныхъ, плавныхъ и даже трескучихъ, а все поэзіи нѣтъ, какъ нѣтъ! Да гдѣ она дѣвалась, наша собственная поэзія? А вотъ видите ли въ чемъ дѣло, я вамъ разскажу небольшую исторійку о похожденіи нашей поэзіи: …Лермонтовъ, уѣзжая на Кавказъ, увезъ съ собой и поэзію, онъ умеръ, поэзія осталась одна сироткой на чужой сторонѣ… Вотъ она думала передумала и рѣшилась наконецъ отправиться опять в Петербургъ; наняла извощика. – Петренко не промахъ, провѣдалъ какъ-то, что поэзія ѣдетъ на долгихъ въ Петербургъ и какъ нарочно черезъ Харьковъ; въ извѣстный день он и засѣлъ на Холодной горѣ, въ провальѣ. Была ночь, когда поэзія подъѣзжала къ Харькову, желая въ полнѣ насладиться Малороссійскою ночью, она вышла изъ повозки, и вперивъ глаза въ звѣздное небо, тихо брела по бульвару, извивавшемуся около дороги; г. Петренко не долго думалъ; схватилъ поэзію, и бѣегом съ нею домой. Съ тѣхъ поръ поэзія живетъ въ заперти у г. Петренки; онъ выучилъ ее Малороссійскому языку, и волею-неволею заставляетъ ее пѣть думки. Теперь не видать вамъ, господа, поэзіи въ Петербургѣ; г. Петренко до безумія влюбился въ Mademoiselle поэзію; M-lle поэзія очень неравнодушна къ M-r Петренко — слѣдственно они никогда не расстанутся… Думки поетъ не г. Петренко, а поэзія; что я васъ не обманываю, извольте посмотрѣть — вотъ, напримеръ Недоля…[37] |
Так писав про Михайла Петренка український письменник і поет Іван Франко:
| Останній томик Зборника Метлинського займає Квітчина драма «Щира любов», писана російською мовою з виїмком української ролї Галочки. Поміщені в першім томику вірші Михайла Петренка мають дуже малу поетичну, а ще меншу язикову вартість…[38] |
Високо цінував творчість Михайла Петренка український літературознавець, історик літератури Агапій Шамрай:
| …невеличка його літературна продукція цікава для нас тим, що він чи не перший з харківських поетів перейшов від балядних і пісенних форм до рефлективної, психологічної лірики, що так розвинулась у романтичних традиціях інших літератур... »[39] |
Юрій Шевельов аналізував творчість Михайла Петренка у порівнянні з творчістю Тараса Шевченка:
| …У переборенні «котляревщини» Петренко був послідовнішим, ніж Шевченко. У створенні «чистої» дикції української поезії, не обтяженої реаліями побуту й подробицями щоденності, Петренко посів своє, окреме місце в історії літератури. В цьому велике принципове значення цього, зрештою малого, поета. Лексика і епітети його можуть нам видаватися малооригінальними. Для свого часу вони були революційні. Прийшов, щоб ще раз згадати слова Метлинського, п о е т.»[40] |

## Пам'ять
Окремі поезії Михайла Петренка здобули всенародне визнання:
- Пісня «Дивлюсь я на небо, та й думку гадаю…», яку на музичний лад поклала Людмила Александрова;
- «Взяв би я бандуру...»;
- «Цитьте, вітри! Цитьте, буйні!»;
- «Ходить хвиля по Осколу…».

Періодично в містах, де проживав Михайло Петренко, відбуваються літературні вечори присвячені його творчості.

### Слов'янськ

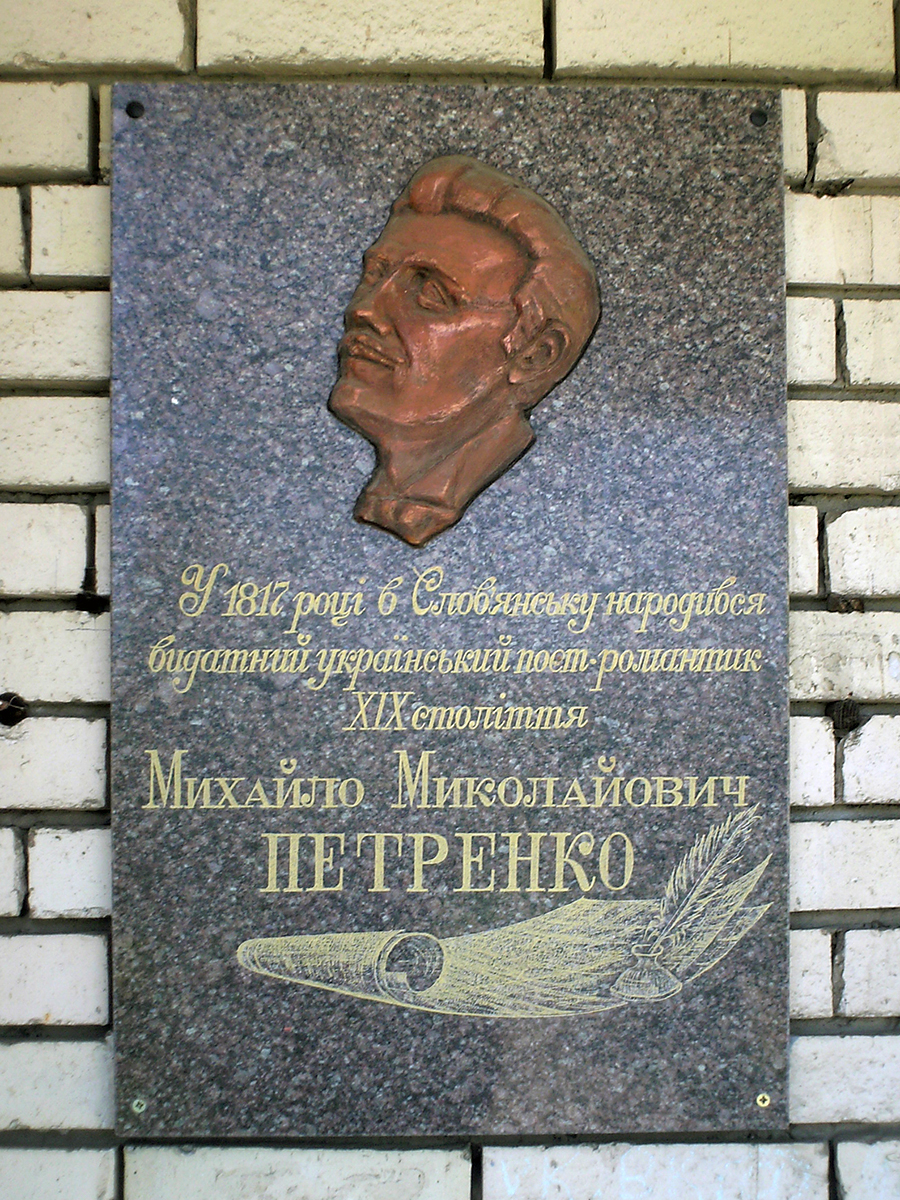
Меморіальна дошка на бібліотеці імені Михайла Петренка у Слов'янську

У вересні 1987 при відзначення 170-ї річниці з дня народження Михайла Петренка на будівлі бібліотеки відкрито пам'ятну меморіальну дошку, на якій вказано: «У 1817 році в Слов'янську народився український поет-романтик XIX століття Михайло Миколайович Петренко». (Результатами досліджень, що тепер проводяться, можливо й буде підтверджено, що Поет народився у Слов'янську).
Ім'ям М. Петренка названо міську бібліотеку.
У педагогічному ліцеї є «кімната пам'яті» поета. (Потребує суттєвого поновлення експозиції).
У липні 2012, ім'ям Михайла Петренка названа одна з вулиць нового житлового масиву Веселковий міста Слов'янська.

### Київ
У Києві існує вулиця Михайла Петренка.

### Краматорськ
У Краматорську існує вулиця Михайла Петренка.

### Лебедин

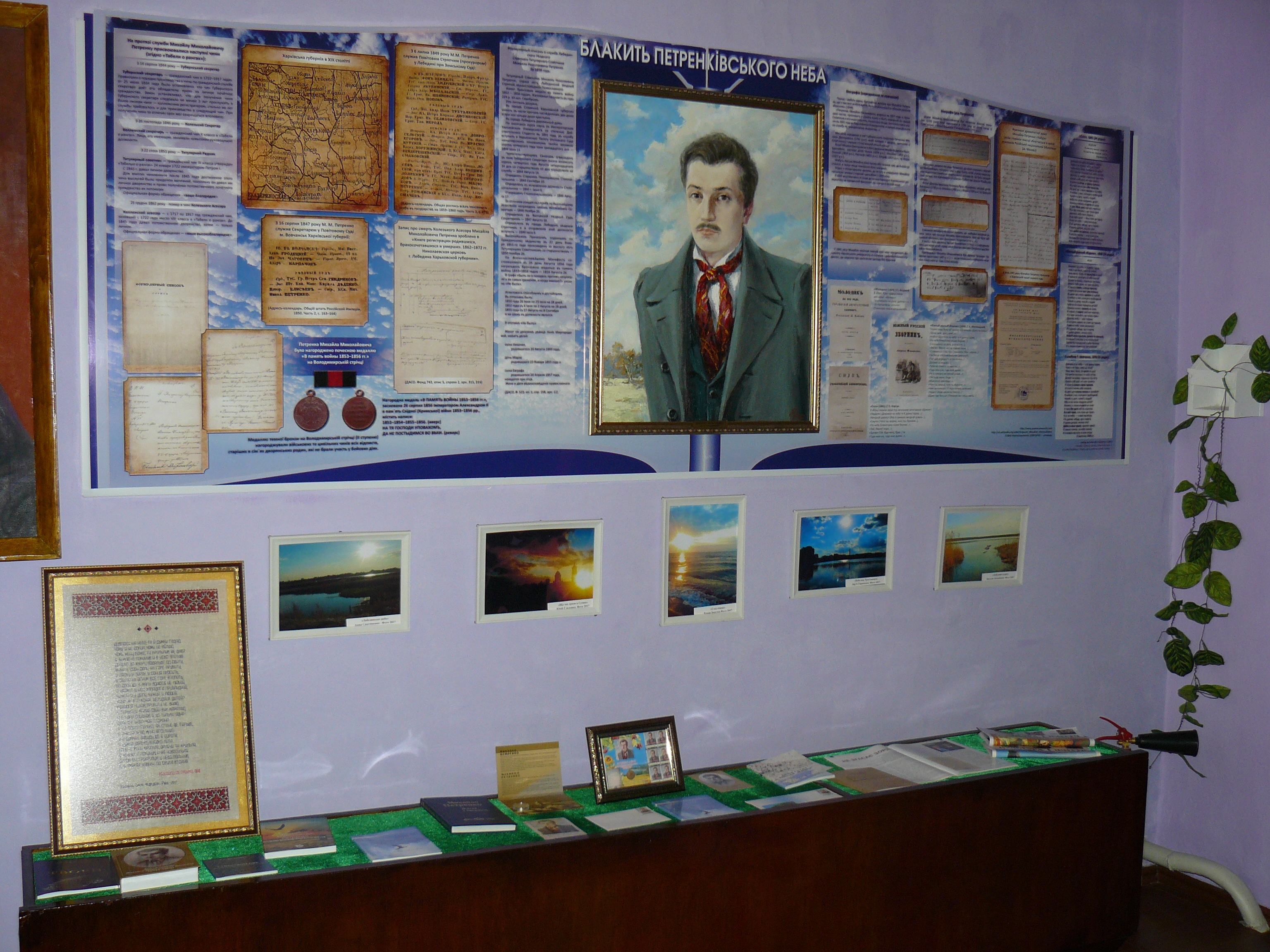
Експозиція, присвячена Михайлу Петренку в Лебединському районному краєзнавчому музеї

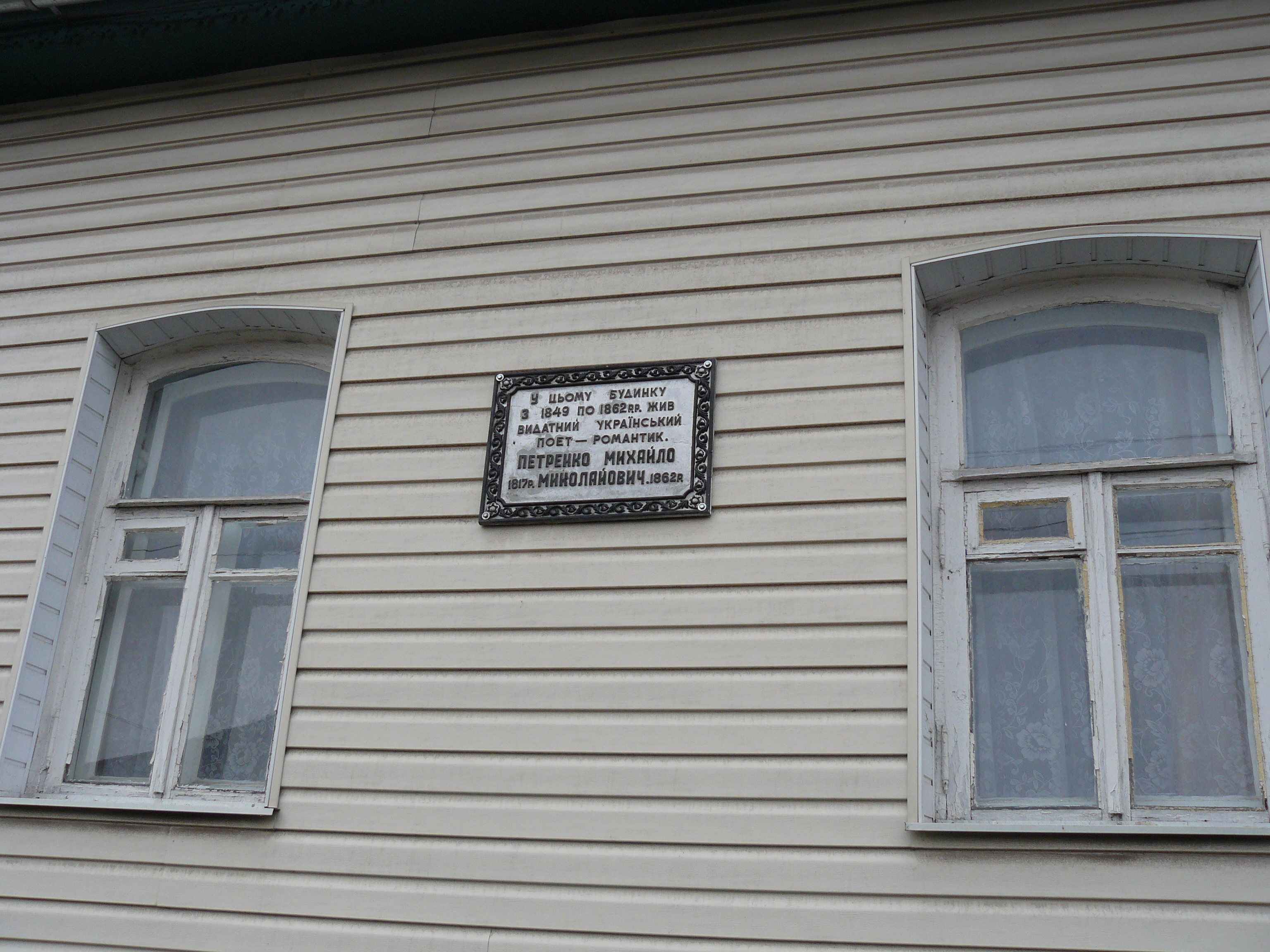
Пам'ятна дошка на будинку, де проживав Михайло Петренко в Лебедині

У 1992 році на будинку, де проживав поет, відкрито пам'ятну дошку з написом: «У цьому будинку з 1849 по 1862 рр. жив видатний український поет-романтик Петренко Михайло Миколайович».
Одну з вулиць міста названо ім'ям Михайла Петренка.

### Харків
Харківською міською радою у лютому 2016 р. одну з вулиць міста названо ім'ям Михайла Петренка (перейменована вул. Бауманська, Жовтневий район).

### Ізюм
Ізюмською міською радою вул. Пархоменка перейменовано на вул. Михайла Петренка (постанова № 126 від 19 лютого 2016 р.).

### Астероїд
Співробітники Андрушівської астрономічної обсерваторії Юрій Іващенко і його співробітник Петр Остафійчук астероїд головного поясу, який було ними відкрито в ніч з 24 на 25 серпня 2009 року, зареєстрували в Міжнародному центрі з малих планет при Міжнародній астрономічній спілці (МАС) під номером 274843. А 8 жовтня 2014 було офіційно підтверджено надання назви на честь поета — 274843 Михайлопетренко. Цій події було присвячено вечір поезії, який невдовзі відбувся в Андрушівці

### Ювілейна монета

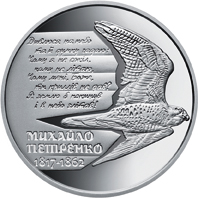
Ювілейна монета

У 2017 році в Україні на державному рівні відзначався ювілей — 200 років з дня народження Михайла Петренка. Протягом року, зокрема, було викарбувано ювілейну монету номіналом дві гривні та випущено маркований художній конверт.

### Маркований конверт

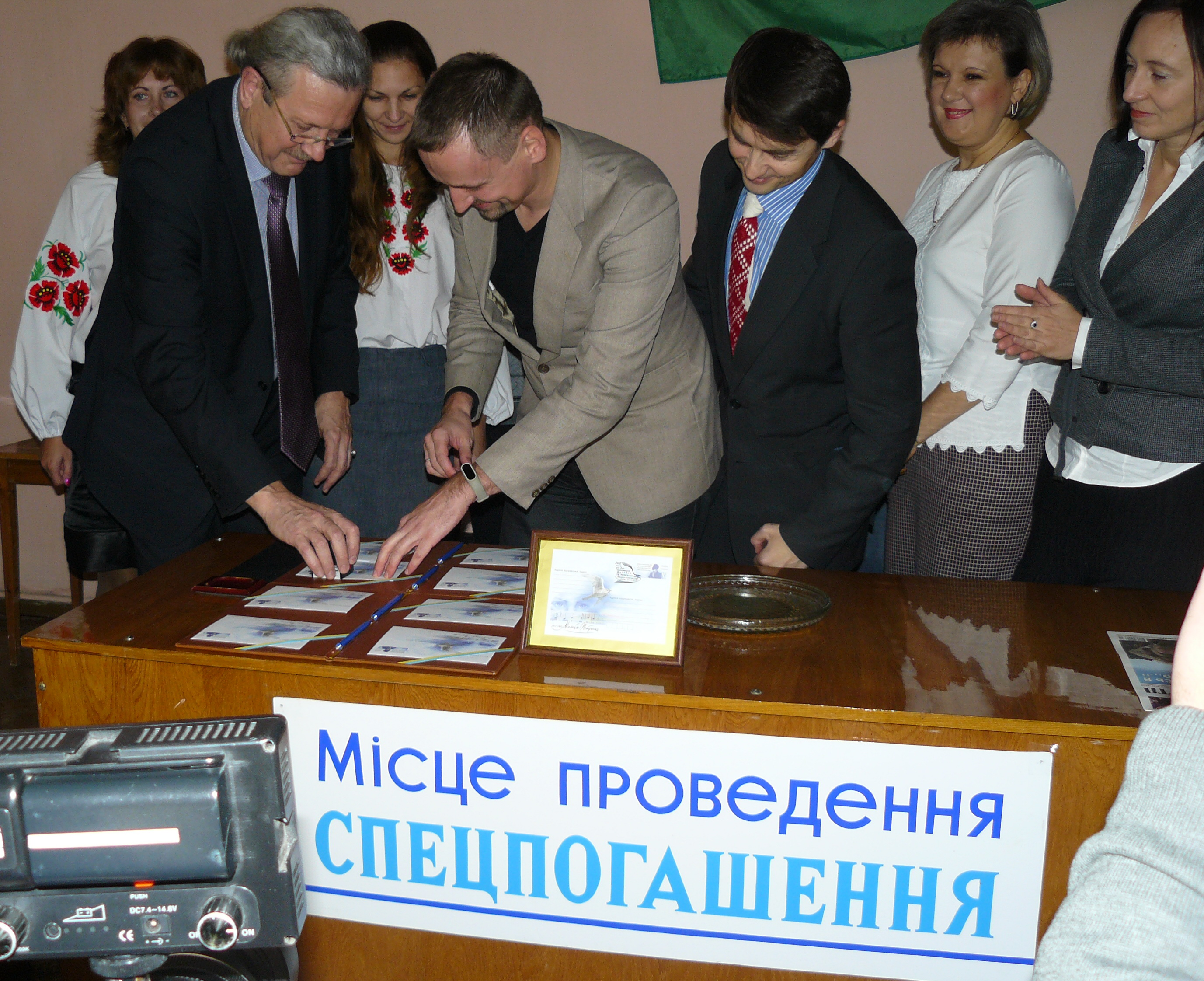
Спецпогашення маркованого конверта, присвяченого Михайлу Петренку в Лебедині

До 200-річчя від дня народження Михайла Петренка 17 листопада 2017 введено в обіг художній поштовий конверт з оригінальною маркою «Михайло Петренко. 1817—1862» (КОМ 310, ОМК 305).
На конверті зображено нотний стан; напис: «Михайло Петренко. 1817—1862».
На марці: текст уривка з вірша «Дивлюсь я на небо та й думку гадаю…» та символічний образ поета; написи: «УКРАЇНА UKRAINA», «2017».
Літерний номінал марки «V» відповідає тарифу на пересилання простого листа вагою до 20 г у межах України.
Художник Геннадій Задніпряний. Тираж 400 000 примірників. Зам. Т-0236. 23.10.2017. Конверт з оригінальною маркою надруковано на ТОВ «Укрбланковидав».
21 листопада 2017 відбулося спеціальне погашення конверта в містах Слов'янську Донецької області і Лебедині Сумської області.